# Новопавловка
Новопавловка (на украински: Новопавлівка, на руски: Новопавловка) е село в Украйна, разположено в Приморски район, Запорожка област. През 2001 година населението му е 1534 души.